# Саратовська область
Сара́товська о́бласть (Сара́тівська, рос. Сара́товская о́бласть) — суб'єкт Російської Федерації, входить до складу Приволзького федерального округу.
Адміністративний центр — місто Саратов.
Межує: на півдні — з Волгоградською областю, на заході — з Воронезькою й Тамбовською областями, на півночі — з Пензенською, Самарською, Ульяновською і Оренбурзькою областями, на сході проходить державний кордон з Казахстаном. Загальна довжина меж становить понад 3500 км.
Утворено 10 січня 1934 року.

## Географія

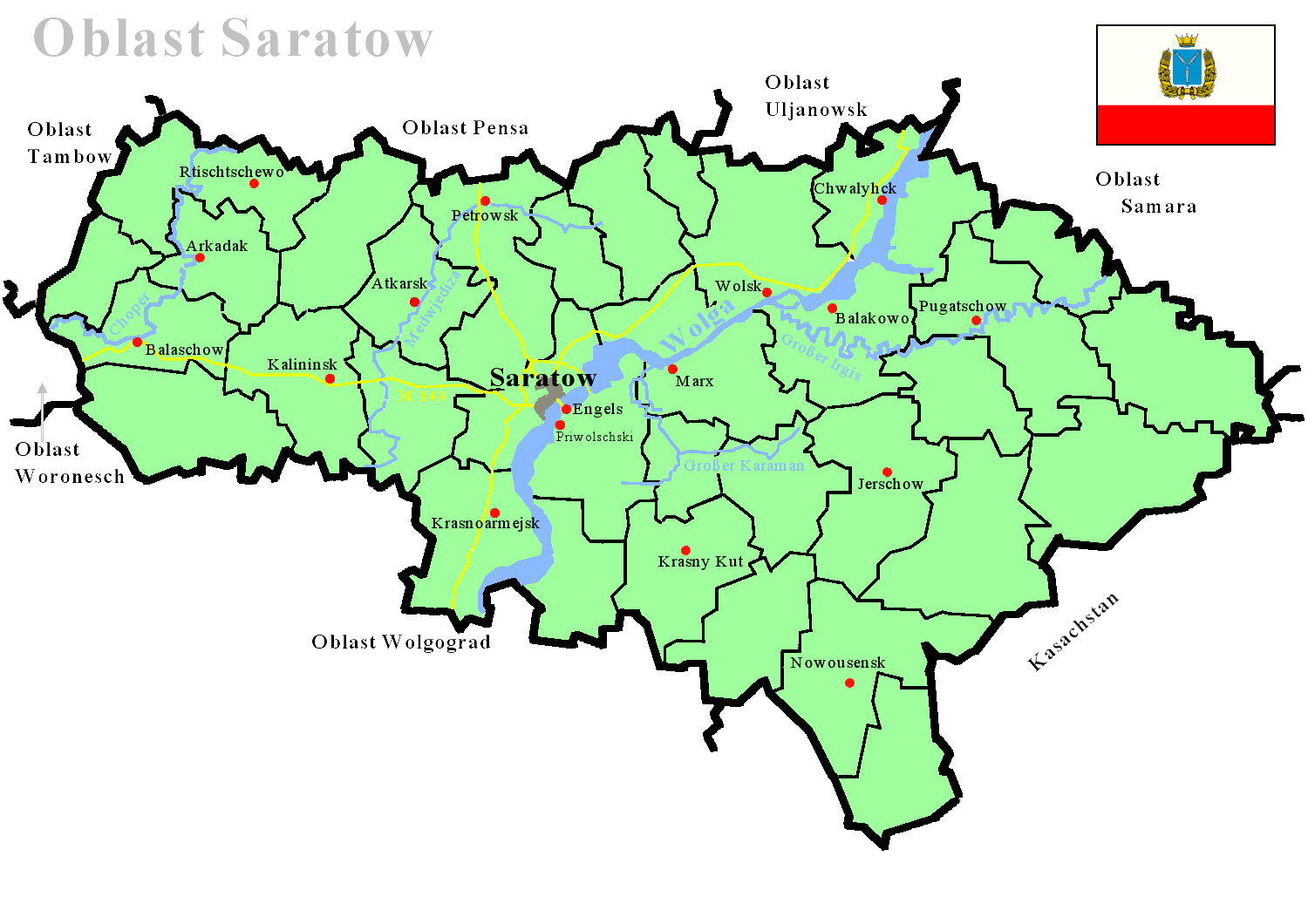
Мапа Саратовської області

### Географічне положення
Саратовська область розташована на південному сході Європейської частини Росії, в північній частині Нижнього Поволжя. Із заходу на схід територія витягнута на 575 км, з півночі на південь — на 330 км. Через область протікає річка Волга, яка ділить область на 2 частини: Лівобережжя і Правобережжя.

### Природні ресурси
Саратовська ГЕС виробляє в середньорічно близько 5,4 млрд кВт⋅год електроенергії.
Особливе сільськогосподарське значення представляють звичайні й південні чорноземи, широко поширені каштанові ґрунти.
Область переважно достатньо забезпечена водою, окрім Волги й численних річок відомо багато джерел і поклади мінеральних вод.

#### Корисні копалини
У області розвідано більш як 40 малих нафтових і газових (значні Степновське й Урицьке) родовища, при невивченості основної частини перспективних районів. Розвідано безліч родовищ горючого сланцю зокрема велике Озінкське, родовища якісної цементної сировини, фосфоритів, будівельних, баластних і скляних пісків, будівельних глин і каменю.

### Клімат
Клімат в області різко-континентальний: тривале сухе спекотне літо, в Лівобережжі значна кількість днів з температурою вище 30 °C. Зима морозна, середня кількість днів з опадами 12—15 на місяць, з туманами в середньому 4—10 днів на місяць, завірюхами в середньому 4—10 днів на місяць. Весна коротка. У березні можливі завірюхи, заметілі на шляхах, в середньому 5—7 днів. Днів з туманами в березні в середньому 5—9. Навесні, зазвичай з останньої декади березня по третю декаду квітня, на шляхах з твердим покриттям запроваджується обмеження на рух великовантажного автотранспорту, початок якого припадає до переходу середньодобової температури через 0. Осінь не має з року в рік постійну погоду. Стійкий сніговий покрив утворюється в північних районах до 25 листопада, а в центральних і південних — з 29 листопада по 8 грудня.

## Історія
В 1870 утворене Саратовське намісництво в складі дев'яти повітів (Саратовський, Хвалинський, Вольський, Кузнецький, Сердобський, Аткарський, Петровський, Балашовський і Камишинський), в 1797 — Саратовська губернія, в 1934 — Саратовський край, із грудня 1936 — область. У сучасних межах область утворена в 1941.

## Населення
За даними 2006 року населення області становить 2608,3 тисячі осіб (2625,7 — 2005). Переважає міське населення: 73,7 %, сільське становить усього 26,3 %.
| Народ                                       | Чисельність, 2002, тис. (* [Архівовано 24 січня 2012 у WebCite]) |
| ------------------------------------------- | ---------------------------------------------------------------- |
| Росіяни                                     | 2293,1 (85,9 %)                                                  |
| Казахи                                      | 78,3 (2,9 %)                                                     |
| Українці                                    | 67,3 (2,5 %)                                                     |
| Татари                                      | 57,6 (2,2 %)                                                     |
| Вірмени                                     | 25,0                                                             |
| Мордва                                      | 16,5                                                             |
| Азербайджанці                               | 16,4                                                             |
| Чуваші                                      | 16,0                                                             |
| Білоруси                                    | 12,7                                                             |
| Німці                                       | 12,1                                                             |
| Чеченці                                     | 8,5                                                              |
| Лезгини                                     | 5,3                                                              |
| Башкири                                     | 4,0                                                              |
| Марійці                                     | 4,0                                                              |
| Молдовани                                   | 3,8                                                              |
| Євреї                                       | 3,4                                                              |
| Цигани                                      | 2,7                                                              |
| Корейці                                     | 2,5                                                              |
| показані народи з кількістю понад 2500 осіб |                                                                  |

## Адміністративно-територіальний устрій та місцеве самоврядування
Область розділена на 38 районів, з яких 20 перебувають у Правобережжі, а 18 — у Лівобережжі. В області 1805 населених пунктів, 18 міст (2005).
Міські округи:
- Аткарськ
- Балаково
- Балашов
- Вольськ
- Красноармійськ
- Маркс
- Петровськ
- Пугачов
- Ртищево
- Саратов
- Хвалинськ
- Енгельс
- ЗАТО місто Шихани
- ЗАТО Світлий
- ЗАТО Михайлівський

Райони:
- Александрово-Гайський район
- Аркадацький район
- Аткарський район
- Базарно-Карабулацький район
- Балаковський район
- Балашовський район
- Балтайський район
- Вольський район
- Воскресенський район
- Дергачівський район
- Духовницький район
- Енгельський район
- Єршовський район
- Івантієвський район
- Калінінський район
- Катеринівський район
- Красноармійський район
- Краснокутський район
- Краснопартизанський район
- Лисогірський район
- Марксовський район
- Новобураський район
- Новоузенський район
- Озинський район
- Перелюбський район
- Петровський район
- Пітерський район
- Пугачовський район
- Рівненський район
- Романівський район
- Ртищевський район
- Самійлівський район
- Саратовський район
- Совєтський район
- Татищевський район
- Турківський район
- Федоровський район
- Хвалинський район

## Економіка

### Промисловість
За рівнем та масштабами розвитку промислового виробництва Саратовська область займає одне з провідних місць у Поволзькому економічному регіоні. Промисловість області включає більш як 2000 великих і середніх підприємств. Тут випускають тролейбуси («Тролза»), залізничну техніку («Енгельський завод транспортного машинобудування») свічки запалювання, точні прилади, холодильники й морозилки, виробляють рідке паливо і продукти нафтохімії (Саратовський НПЗ потужністю 10 млн тонн нафти/рік, «Саратовнєфтєоргсинтез»), мінеральні добрива, мідний прокат, будівельне скло, цемент, друкують шкільні підручники і книги, працюють хімічне і меблеве виробництва.
У структурі промисловості найбільша питома вага належить паливно-енергетичному комплексу (45,5 %), машинобудуванню (19,1 %), хімічній і нафтохімічній (15,6 %), харчовій (9,2 %) промисловості.
У Саратовській області повністю завершена програма газифікації. Жителі всіх населених пунктів мають можливість користуватися природним газом.
На території області розташовані великі електростанції — Балаковська АЕС і Саратовська ГЕС, сумарна потужність яких становить відповідно 4000 МВт і 1360 МВт. Цими електростанціями виробляється четверта частина електроенергії Поволзького регіону і 3 % електроенергії Росії. Крім того, в місті енергетиків Балаково діє ТЕЦ (465 МВт, 1532 ГКал/г), в Саратові ТЕЦ-5 (440 МВт, 1260 ГКал/г), ТЕЦ-2 (296 МВт, 1077 ГКал/г), ГРЕС (54 МВт, 506 ГКал/г) і ТЕЦ-1 (22 МВт, 255 ГКал/г), в Енгельсі ТЕЦ-3 (202 МВт, 844 ГКал/г).

### Транспорт
У області є всі види транспорту. Протяжність автомобільних шляхів загального користування становить 9940 км, з твердим покриттям — 9540 км (зокрема 741 км автошляхів федерального значення) (станом на 2000). Провідне місце в транспортній інфраструктурі області займає залізниця, на долю якої припадає понад 90 % вантажо- і близько 40 % пасажирообігу. На території області проходять ділянки Південно-Східної залізниці (на заході області) і Приволзької залізниці. Достатньо розвинений річковий транспорт, місто Саратов є найбільшим річковим портом на Волзі.
Є три діючі автомобільні переходи через річку Волга (у містах Саратов, Балаково й північніше Саратова, причому перехід у місті Саратов призначений тільки для легкового транспорту).
Протяжність залізниці становить 2326 км.

## Військові об'єкти
В регіоні розташовані:
- Три авіаційні бази: Балашов, Сєнна и Енгельс;
- Червонознаменна Таманська дивізія РВСП в ЗАТО Світлий;
- НДІ радіаційного, хімічного і біологічного захисту, одна мобільна бригада РХБЗ, полк засічки та розвідки та хімічний полігон в околиці міста Шихани.

## Обласна влада
3 березня 2005 року рішенням Саратовської обласної думи на посаду губернатора був затверджений директор Балаковської АЕС Павло Іпатов, чия кандидатура була запропонована Президентом РФ В. В. Путіним. Дата його офіційного вступу на посаду — 3 квітня 2005 року.
Раніше пост губернатора Саратовської області займали:
- 1992–1996 — Юрій Бєлих
- 1996–2005 — Дмитро Аяцков

Голова обласної думи — Валерій Радаєв (Єдина Росія, вибрано 12 грудня 2007). Член Ради Федерації від саратовської області — Сергій Шувалов (колишній голова обласної думи, призначено 5 квітня 2005). Раніше цю посаду займав Рамазан Абдулатіпов (з 19 грудня 2000 по квітень 2005).